# ジェイコブ・オースティン・ヤング
ジェイコブ・オースティン・ヤング（Jakob Austin Young、1992年7月18日 - ）は、アメリカの男性プロレスラー。カルフォルニア州サクラメント出身。新日本プロレス所属。

## 来歴
2022年
- 9月25日、The Vermont Hollywood大会にて、NJPW STRONGに初参戦し成田蓮とのシングルで敗れる[1]。

2023年
- 1月8日、The Vermont Hollywood大会で行われたSTRONG無差別級王座ナンバーワン・コンテンダーSTRONGサバイバルマッチに出場も敗れる[2]。

2024年
- 9月6日、名古屋国際会議場・イベントホール大会にて、ユナイテッド・エンパイアの新たな同盟者として、新日本マットに初来日。
- 9月7日、鷹木信悟デビュー20周年大会アイメッセ山梨大会に出場[3]。
- 9月8日、後楽園ホール大会にて嘉藤匠馬から新日本マット参戦後初の勝利をとった。

2025年
- 6月29日、TANAHASHI JAM～至（いたる）愛知県体育館大会に出場しグレート-O-カーン、カラム・ニューマンと組み辻陽太、鷹木信悟、シュン・スカイウォーカーと対戦も敗れる[4]。

## 得意技
- ジェイコブスラダー
- ゼロ戦キック
- 延髄斬り

## タイトル歴
- FSWシングル王座
- FSWタッグ王座
- IZWファイティング王座